# イオン守山店
イオン守山店（イオンもりやまてん）は、愛知県名古屋市守山区笹ヶ根にあるイオンリテール株式会社が運営・管理する総合スーパー（GMS）。

## 概要
2000年（平成12年）3月14日にジャスコ株式会社が運営するジャスコ守山店として地上3階建て（内1・2階は売場、3階と屋上部分は駐車場）として開業した。2011年（平成23年）3月1日にイオングループのGMSブランド統一に伴い現名称となる。

## 沿革
- 2000年（平成12年）3月14日 - ジャスコ運営の「ジャスコ守山店」として開店。
- 2010年（平成22年）3月14日 - 開店10周年を迎える。
- 2011年（平成23年）3月1日 - GMS事業の再編に伴い、「イオン守山店」へ店名変更。
- 2020年（令和2年）
  - 3月14日 - 開店20周年を迎える。
  - 4月1日 - 当店を含む全国のイオン直営売場での無料レジ袋配布終了[2]。

## フロアとテナント

### フロア概要
核店舗のイオン守山店と36の専門店で構成される。
| 階  | フロア概要                       |
| --- | -------------------------------- |
| R階 | 屋上駐車場                       |
| 3階 | 屋内駐車場                       |
| 2階 | レディス・メンズ・キッズのフロア |
| 1階 | 食品とくらしのフロア             |

### 主なテナント
※テナント情報は2023年5月時点
1階
- ハニーズ（レディス）
- KIMONO錦（呉服）
- 永田や（仏具）
- サイゼリヤ（レストラン）
- ミスタードーナツ（ドーナツ）
- ワイモバイル（携帯ショップ）
- パレットプラザ（写真）

フードコート内
- マクドナルド（ファストフード）
- スガキヤ（ラーメン）

2階
- セリア（100円ショップ）
- 未来屋書店（書籍）
- エディオン（家電量販店）
- モーリーファンタジー（アミューズメント）

別棟
- PETEMO/ペテモ（ペット）
- チャンスセンター（宝くじ）

### 撤退したテナント
- 服部家具センター（1階・2018年7月撤退[3]）
- スポーツオーソリティ守山店 (2階・2023年1月15日撤退[4])

出店テナント全店の一覧詳細情報は公式サイト「専門店」「フロアガイド」を、営業時間およびATMを設置している金融機関の詳細は公式サイト「営業時間」を参照。
「イオン守山専門店街サイト」でもショップやフロア情報を掲載している。

## アクセス
愛知県道213号篠木尾張旭線、愛知県道15号名古屋多治見線沿いに位置している。

### 鉄道
- JR中央本線 - 神領駅から徒歩で約35分、春日井駅から徒歩で約37分。
- 名鉄瀬戸線 - 印場駅から徒歩で約42分。

### バス
- 名古屋ガイドウェイバスガイドウェイバス志段味線（ゆとりーとライン）- 小幡緑地駅（停留所）から徒歩で約36分。

### 自動車
- 東名高速道路 - 守山スマートICより約6分。
- 名古屋第二環状自動車道（名二環） - 小幡ICより約9分。

### 駐車場
当施設の駐車場は、駐車台数非公開の立体駐車場を除いて1,800台利用可能である。
| 施設駐車場 | 駐車台数 | 駐車可能時間 | 備考         |
| ---------- | -------- | ------------ | ------------ |
| 平面駐車場 | 1,800    | 8:00 - 23:00 |              |
| 立体駐車場 | 非公開   | 9:00 - 21:00 | 高さ制限2.3m |

## 周辺
- 平池
- 名古屋市志段味図書館
- 名古屋市立吉根中学校